# Drug-On
Drug-On (jap. ドラゴン Doragon) – manga autorstwa Misaki Saitō, publikowana na łamach magazynu „Comic Birz” wydawnictwa Gentōsha od października 2006 do stycznia 2009.

## Fabuła
Mówi się, że na wyspie zwanej Dragon’s Beak znajduje się „moc bogów”, dzięki której można spełnić wszystkie swoje życzenia. Jednak wstęp na wyspę jest zabroniony, a każdy, kto pomimo zakazu zdoła do niej dotrzeć, już nigdy z niej nie wraca. Trójce przyjaciół o imionach Paul, Ian i Lulu, dzięki pomocy tajemniczej dziewczyny, udaje się dostać na wyspę, jednak wkrótce przyjdzie im poznać prawdziwą naturę Dragon’s Beak.

## Publikacja serii
Manga ukazywała się w magazynie „Comic Birz” wydawnictwa Gentōsha od 30 października 2006 do 30 stycznia 2009. Seria została również opublikowana w 5 tankōbonach wydanych między 24 marca 2007 a 24 lutego 2009.
W Polsce manga ukazała się nakładem wydawnictwa Studio JG.
| Nr | Język japoński   | Język japoński         | Język polski         | Język polski           |
| Nr | Data wydania     | ISBN                   | Data wydania         | ISBN                   |
| -- | ---------------- | ---------------------- | -------------------- | ---------------------- |
| 1  | 24 marca 2007    | ISBN 978-4-344-80940-6 | 22 grudnia 2010      | ISBN 978-83-61356-33-2 |
| 2  | 22 września 2007 | ISBN 978-4-344-81078-5 | 27 października 2011 | ISBN 978-83-61356-36-3 |
| 3  | 24 marca 2008    | ISBN 978-4-344-81248-2 | 31 maja 2012         | ISBN 978-83-61356-44-8 |
| 4  | 19 września 2008 | ISBN 978-4-344-81412-7 | 31 stycznia 2013     | ISBN 978-83-61356-58-5 |
| 5  | 24 lutego 2009   | ISBN 978-4-344-81554-4 | 25 lipca 2013        | ISBN 978-83-61356-72-1 |